# Bupalus bupaloides
Bupalus bupaloides är en fjärilsart som beskrevs av Embrik Strand 1919. Bupalus bupaloides ingår i släktet Bupalus och familjen mätare. Inga underarter finns listade i Catalogue of Life.